# Badumna socialis
Badumna socialis là một loài nhện trong họ Desidae.
Loài này thuộc chi Badumna. Badumna socialis được miêu tả năm 1905 bởi William Joseph Rainbow.